# Hoch-Liebenfels
Hoch-Liebenfels (bis 1958: Liebenfels) ist eine Ortschaft in der Gemeinde Liebenfels im Bezirk Sankt Veit an der Glan in Kärnten (Österreich). Die Ortschaft hat 48 Einwohner (Stand 1. Jänner 2024). Sie liegt zur Gänze auf dem Gebiet der Katastralgemeinde Rosenbichl.

## Lage
Die Ortschaft liegt im Westen des Bezirks Sankt Veit an der Glan, unmittelbar westlich und nordwestlich des Dorfes Pulst. Sie umfasst neben der Burgruine Liebenfels das denkmalgeschützte heute als Bauernhof genutzte Pfleghaus der Burg, einige in den letzten Jahren oberhalb der Burg an der Straße von Pulst nach Sörg errichtete Einfamilienhäuser, sowie den zwischen und Pulst und Glantschach liegenden Schoberhof.

## Geschichte
Die Burg Liebenfels wurde im 13. und 14. Jahrhundert errichtet und im 15. Jahrhundert durch Mauern mit dem zunächst isolierten Westturm verbunden. Ende des 15. Jahrhunderts wird die Burg von den Ungarn belagert und teilweise zerstört. Das Pfleghaus westlich neben der Burg wurde im 15. Jahrhundert errichtet. Der Schoberhof bzw. Zempnikhof wird im 17. Jahrhundert als Gutshof erwähnt.
Die Ortschaft führte den Namen Liebenfels und gehörte in der ersten Hälfte des 19. Jahrhunderts zum Steuerbezirk Rosenbichl. Bei der Schaffung der politischen Gemeinden Mitte des 19. Jahrhunderts kam der Ort zur Gemeinde Feistritz, die 1875 in Pulst umbenannt wurde. Durch eine Gemeindefusion 1958 kam die Ortschaft an die Gemeinde Liebenfels und wird seither, zur Unterscheidung zu dem von Feistritz in Liebenfels umbenannten Gemeindehauptort, Hoch-Liebenfels genannt.
Die Ortschaft bestand lange Zeit nur aus dem Pfleghaus und dem Schoberhof mit ihren jeweiligen Nebengebäuden. Doch ab Ende der 1990er-Jahre entstand nördlich der Burg, östlich von Miedling, eine zur Ortschaft Hoch-Liebenfels gehörende kleine Siedlung von Einfamilienhäusern.

## Bevölkerungsentwicklung
Für die Ortschaft zählte man folgende Einwohnerzahlen:
- 1869: 3 Häuser, 33 Einwohner[2]
- 1880: 3 Häuser, 39  Einwohner[3]
- 1890: 4 Häuser, 38 Einwohner[4]
- 1900: 3 Häuser, 26 Einwohner[5]
- 1910: 3 Häuser, 36 Einwohner[6]
- 1923: 4 Häuser, 38 Einwohner[7]
- 1934: 45 Einwohner[8]
- 1961: 4 Häuser, 26 Einwohner[9]
- 2001: 10 Gebäude (davon 7 mit Hauptwohnsitz) mit 10 Wohnungen; 21 Einwohner und 1 Nebenwohnsitzfall; 7 Haushalte; 0 Arbeitsstätten, 3 land- und forstwirtschaftliche Betriebe[10]
- 2011: 13 Gebäude, 35 Einwohner, 12 Haushalte, 0 Arbeitsstätten[11]
- 2021: 19 Gebäude, 47 Einwohner, 16 Haushalte, 3 Arbeitsstätten[12]

## Ortschaftsbestandteile
Man unterschied die Ortschaftsbestandteile Liebenfels  und Schoberhof:

### Liebenfels

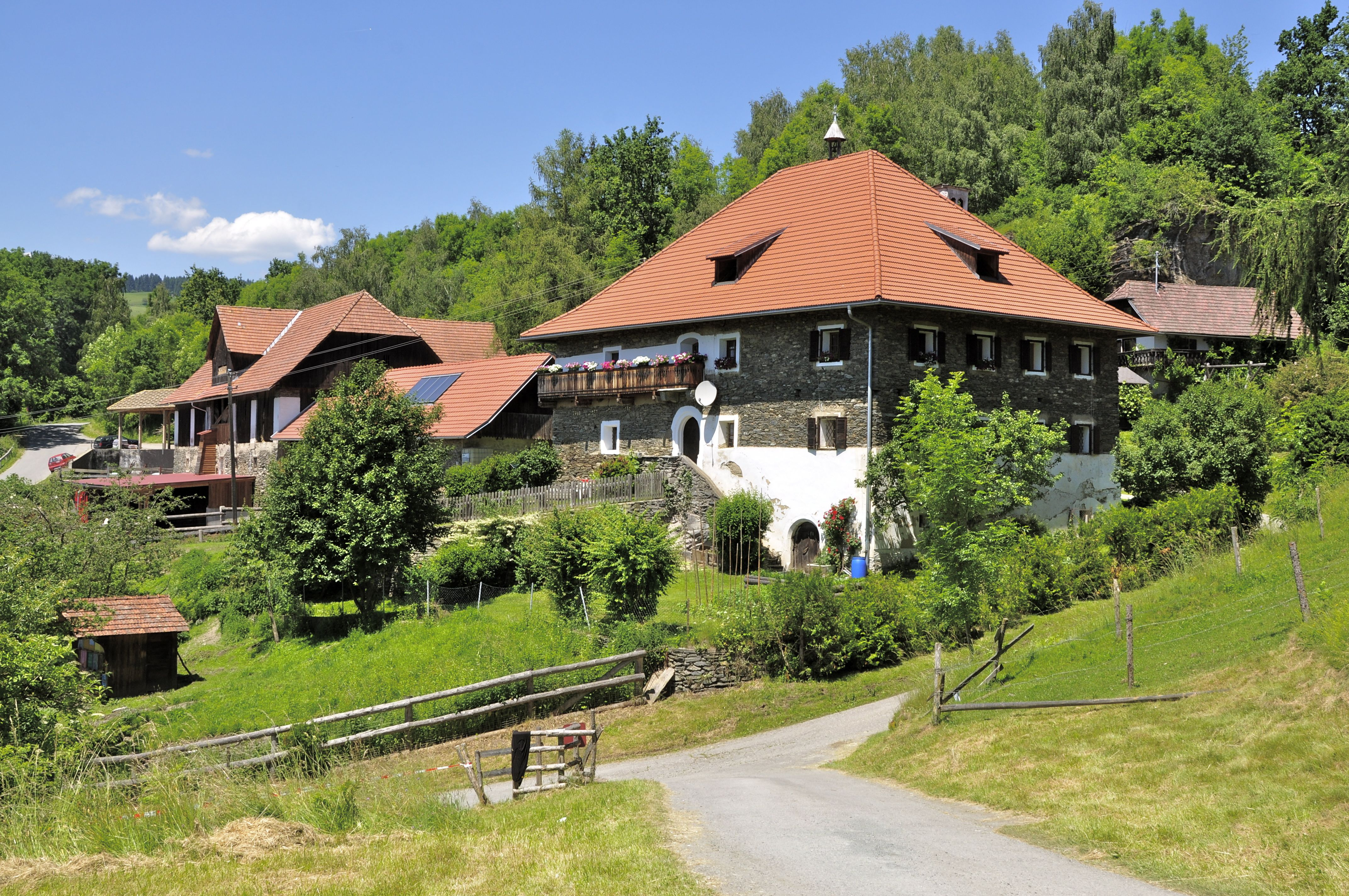
Pfleghaus

Der Ortschaftsbestandteil Liebenfels umfasste die unmittelbare Umgebung der Burgruine mit dem Pfleghaus.
- 1890: 2 Häuser, 17 Einwohner[4]
- 1900: 2 Häuser, 9 Einwohner[5]
- 1910: 1 Haus, 18 Einwohner[6]
- 1923: 1 Haus, 18 Einwohner[7]
- 1961: 3 Häuser, 17 Einwohner[9]

### Schoberhof

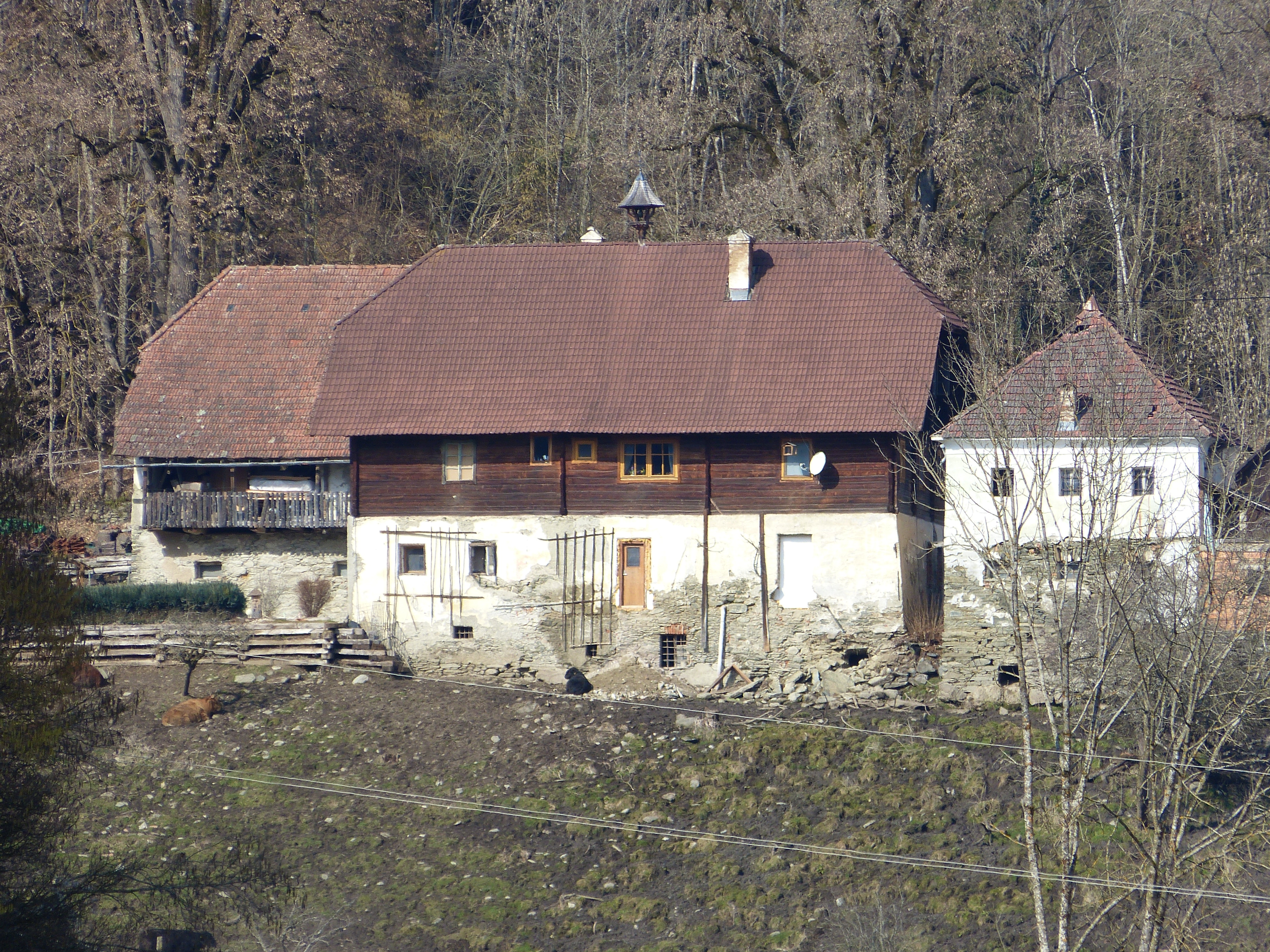
Schoberhof

Der Ortschaftsbestandteil Schoberhof umfasste die Gebäudegruppe um den Schoberhof, der im 17. Jahrhundert als Gutshof Zempnikhof erwähnt wurde.
- 1890: 2 Häuser, 21 Einwohner[4]
- 1900: 1 Haus, 17 Einwohner[5]
- 1910: 2 Häuser, 18 Einwohner[6]
- 1923: 3 Häuser, 20 Einwohner[7]
- 1961: 1 Haus, 9 Einwohner[9]